# Archoleptoneta garza
Archoleptoneta garza är en spindelart som beskrevs av Willis J. Gertsch 1974. Archoleptoneta garza ingår i släktet Archoleptoneta och familjen Leptonetidae. Inga underarter finns listade i Catalogue of Life.